# 박보검
박보검(朴寶劍, 1993년 6월 16일~)은 대한민국의 배우이다. 

## 상세
2011년 영화 《블라인드》로 연예계에 데뷔했다. 이후 드라마 《원더풀 마마》, 《참 좋은 시절》, 《너를 기억해》와 영화 《명량》, 《차이나타운》등 여러 작품에 출연하며 작은 역할을 거친 후, 경력을 쌓아갔다. 2015년 선풍적인 인기를 끈 드라마 《응답하라 1988》에서 천재 바둑기사 최택으로 출연하면서 일약 스타덤에 올랐고, 이듬해 출연한 청춘 사극 《구르미 그린 달빛》이 연이어 많은 인기를 끌면서 연타 흥행을 쳤고 톱스타 반열에 올랐다. 2016년 KBS 연기대상에서 최연소 남자배우로 최우수연기상을 받았다. 박보검은 이후 드라마 《남자친구》(2018), 《청춘기록》(2020)에 출연했다.
2016년 가장 높은 주목을 받은 배우 중 한 명인 박보검은 2016년 12월, 역대 최연소로 한국갤럽 ‘올해를 빛낸 탤런트’ 1위, 2017년 2월 포브스코리아가 발표한 ‘2017 파워 셀러브리티’ 1위를 차지했다.

## 성장 과정 및 교육
박보검은 1993년 6월 16일 서울특별시 양천구 목동에서 시의원을 지낸 아버지의 2남 1녀 중 막내로 태어났다. 그의 이름의 한자는 보배 보(寶)와 칼 검(劍) 자로, "때가 되면 귀하게 쓰인다"는 뜻을 담고 있다. 그는 어린 시절 유아스포츠단에서 수영을 배운 것을 계기로 수영선수로 활동하였다. 하지만 15세 때 슬럼프를 극복하지 못하고 선수 생활을 그만 뒀다. 이후 어릴 때부터 평소 사람들 앞에서 피아노를 치고 노래 부르는 걸 좋아했던 취미를 따라 싱어송라이터를 꿈꿨다. 그러다 신목고등학교 2학년 때 뮤지션의 꿈을 안고 본격적으로 꿈을 찾아봐야겠다는 생각에 여러 유명 연예 기획사에 자신이 피아노를 치면서 노래하는 영상을 직접 만들어 지원했고, 대형 음반사를 포함해 여러 곳에서 합격 통보를 받았다고 한다. 그 중에는 연기자 전문 기획사인 싸이더스 HQ가 가장 먼저 답변을 보내왔고, 연습생이 되어 트레이닝을 받으면서 당시의 소속사 관계자로부터 가수가 아닌 배우에 더 걸맞다는 권유를 받게 되면서 연기자의 길을 걷게 됐다. 그는 고등학교 졸업 이후엔, 실용음악학과로 대학 진학을 고려하기도 했지만 연기 활동에 주력하기 위해 대학 진학을 하지 않다가 2014년 3월 명지대학교 영화ㆍ뮤지컬학부(뮤지컬공연 전공)에 입학했다.
박보검은 2018년 2월 21일, 명지대학교 용인캠퍼스에서 진행되는 학위수여식에 참석하여 학사 졸업을 수여 받았고, 바쁜 연예계 생활 도중에도 학업에 열중하며 조별활동을 하는 등 휴학 한번 없이 한번에 8학기를 진행하며 성실한 모습을 보여 주목 받았다. 이날 박보검은 그간 공로를 인정 받아 공로상 금상을 수상했다.

## 학력
- 서울목동초등학교(졸업)
- 목동중학교(졸업)
- 신목고등학교(졸업)
- 명지대학교(영화뮤지컬학/학사)
- 상명대학교 대학원(뉴미디어음악학/석사)

## 경력

### 2011–2014: 초기 경력
박보검은 오디션을 통해 2011년 영화 《블라인드》에서 시각장애인 수아(김하늘 분)의 남동생 김동현 역으로 데뷔하며 첫 연기활동을 시작했다. 이후 영화 《차형사》에서는 차형사(강지환 분)의 아역, 드라마 《각시탈》(2012)에서 독립군으로 거듭나는 학도병 함민규 역과 《원더풀 마마》(2013)에서 윤복희(배종옥 분)의 철부지 막내아들 고영준 역으로 출연하였다. 2012년 8월 방영된 《드라마 스페셜-스틸사진》에 현수(남궁민 분)의 아역으로 그를 캐스팅한 KBS 드라마본부의 권계홍 PD는 “다정다감한 성격에 촬영장에서 스태프가 인사를 받을 때까지 한다. 상대방을 배려하는 연기 스타일과 배우려는 자세가 뛰어나고 촬영시간까지 잘 지키는 ‘순둥이’”라고 그를 언급했다. 2012년 박보검은 자신을 직접 발탁한 싸이더스 HQ 주방옥 팀장을 따라 차태현 등과 함께 블러썸 엔터테인먼트로 소속사를 옮겼다. 데뷔 초, 차태현은 당시 신인이던 그에게 연기에 더 집중하라고 조언해 주었다고 한다. 블러썸 엔터테인먼트 주방옥 대표는 당시 느꼈던 박보검에 대해 다음과 같이 언급했다. 
| “ | “고등학교 1~2학년이었던 박보검을 발탁했어요. 어릴 때니까 매력적이다 이런 느낌은 아니었고, 학생치고는 얼굴이 괜찮네, 얼굴에서 이 사람 저 사람이 있는 것 같고, 인터뷰하는데 말도 잘하더라고요. 열정도 있어 보이고, 앞에서만 그리고 말만 많은 열정이 많은데 보검이는 그렇지 않았어요. 이 친구 시간이 걸리더라도 잘 되겠구나라는 생각을 했죠.” | ” |
|   | — 서울경제 2016년 3월 29일자 기사 중 |   |

2014년 2월 드라마 《참 좋은 시절》에서 강동석(이서진 분)의 고등학교 시절 아역에 캐스팅 되었다. 이 작품에서는 현재 속에서 과거 회상 장면으로 등장하며 그는 실감나는 경상도 사투리 연기로 호평을 받았다. 박보검은 당시 같은 소속사 선배인 신승환에게 사투리 지도를 받았다고 한다. 그는 같은 해 5월 칸 영화제 감독주간 부문에 초청 된 영화 《끝까지 간다》, 1700만 관객을 모은 영화 《명량》에서 이순신 장군(최민식 분)에게 토란을 건네는 소년 역과 드라마《내일도 칸타빌레》 등에서 작지만 돋보이는 캐릭터를 연기하면서 차근차근 경력을 쌓았다. 특히 그는 드라마 《내일도 칸타빌레》에서는 곱게 자란 도련님 같은 외모를 소유한 천재 첼리스트 이윤후 역할을 연기했는데, 남몰래 손가락 통증을 앓으며 자신과 싸워야 하는 외로운 존재로 첼리스트로서 고독함과 설내일(심은경 분)을 향한 짝사랑남의 애잔한 모습을 동시에 그려내며 유망주로 주목 받기 시작했고, KBS 연기대상과 에이판 스타 어워즈 신인상 후보에 올랐다. 영화 《끝까지 간다》의 김성훈 감독은 이후 한 언론 인터뷰에서 그에 대해 다음과 같이 언급했다. 
| “ | “‘끝까지 간다’를 찍었을 당시 박보검 씨가 지금처럼 유명한 친구는 아니었다. 추천을 받아서 함께 하게 됐는데, 이미지가 정말 선했었다”라고 당시를 회상하며, “영화에서 역할은 그렇게 크지 않았지만, (박)보검 씨의 선한 이미지가 악당들 사이에 있을 때 얼마나 대비가 될까, 또 그 대비되는 느낌을 더 강조할 수 있겠다는 생각이 들었다 무엇보다 모든 스태프들이 보검 씨를 정말 좋아했다. 그 때 '이 친구에겐 무언가가 더 있구나'라는 생각이 들더라." | ” |
|   | — 엑스포츠뉴스 2016년 8월 10일자 기사 중 |   |

### 2015:응답하라 1988, 차세대 라이징 스타로 도약
2015년 5월 1일부터는 음악 방송《뮤직뱅크》의 MC로 발탁되어 레드벨벳의 멤버 아이린과 2016년 6월 24일까지 1년 2개월 동안 진행하였다. 박보검은 KBS 연예대상 신인상을 수상하였다.
2015년 박보검은 이전의 역할과 이미지에서 벗어나 드라마 《너를 기억해》와 영화 《차이나타운》을 통해 연기자로 두각을 나타냈다. 그는 인터뷰에서 “‘차이나타운’이라는 작품은 배움에 있어서 큰 역할을 한 작품이에요. 석현을 통해 ‘명량’의 수봉이 이후 처음으로 한 인물에 대해 깊게 생각하게 됐다”고 털어놓으며, “석현이 어떻게 살아왔고 어떤 성격을 가진 인물인지 감독님과 많이 이야기를 나누면서 공부했어요. 영화에는 없는 그의 과거를 상상하면서 연구했죠. 이전부터 항상 인물의 일대를 생각해왔지만 그 생각이 최근에 더 커졌어요. 더 많이 알게 됐고요. 앞으로 점점 제가 연기적으로 표현할 폭도 넓어지겠죠.”라고 말했다. 《너를 기억해》는 비록 낮은 시청률을 기록했지만 그는 이 작품에서 선한 얼굴 뒤에 섬뜩한 내면이 있는 이중적인 인물, 변호사 정선호 역을 맡아 소름 끼치는 사이코패스 캐릭터를 구현해냈고, 그저 잘생긴 게 전부가 아닌, 캐릭터에 녹아든 성숙한 연기력으로 호평 받았다. 《너를 기억해》를 제작한 CJ E&M의 배종병 제작 총괄 PD는 그에 대해 “작은 역할부터 오디션을 보면서 차근히 올라왔기 때문에 갑자기 뜬 청춘스타들과 달리 기본기가 탄탄하며 정확하게 자기 에너지를 잡고 표현하는 내적 파워도 있다. 스타성과 연기력을 두루 갖췄다”고 평가했다. 박보검은 이 작품으로 KBS 연기대상 조연상과 인기상을 수상했고, 《차이나타운》으로 백상예술대상 영화부문 신인상 후보에 올랐다.
2015년 5월 18일 박보검은 혜리, 고경표 등과 함께 드라마 《응답하라 1988》에 캐스팅 되었다. 이 작품에서 그는 친구들에게는 '등신'으로 불리는 어리숙하지만 귀여운 순진무구한 소년이자, 날카로운 카리스마와 고독이 깃든 반전 매력의 천재 바둑기사 최택 역을 연기했고, 극 초반 일상생활에서는 젓가락질이나 운동화 끈 묶기조차 제대로 못하는 아기같은 모습에서 덕선(혜리 분)에 대한 사랑을 깨닫고 남자로 성장하는 최택의 감정 변화를 자신만의 매력으로 소화해 내 호평을 받았다. 박보검은 서너 번의 오디션 끝에 이 드라마에 캐스팅 되면서 배우 인생의 전환점을 맞이했고, 드라마가 케이블TV 역대 최고 시청률 19.6%를 기록하며 20%에 육박하는 높은 시청률과 많은 화제 속에 막을 내리며 브라운관과 스크린이 동시에 주목하는 차세대 스타로 성장하였다. 황진미 대중문화 평론가는 박보검에 대해 “박보검은 얼굴이 단정하고 강아지 같은 눈매가 웃을 때마다 선하고 겸손해 보인다. 자기 세계가 분명하고 내적 강함도 있는데 가끔씩 허점을 드러냄으로써 이를 보완해 주고 싶은 보호 본능을 불러일으킨다. 기존의 ‘응답하라’ 시리즈가 마초의 순정 코드를 지지했지만, 이번에 택의 캐릭터로 로맨틱 코미디 속 ‘까도남’(까칠한 도시 남자)에 피로감을 느낀 대중의 적극적인 반응을 이끌어 냈다”고 말했다. 공희정 평론가는 “악역을 할 때는 눈매가 싸늘하고 섬뜩한 두 얼굴이 있다. 날카로운 감성 표현으로 여러 얼굴을 잘 만들어 낸다는 점에서 연기자로서 성장 가능성이 높다”고 평가했다. 아시아태평양 스타 어워즈 신인상과 tvN 10 어워즈에서 아시아스타상 등을 수상했다.

### 2016-2018:구르미 그린 달빛, 대세 배우로 성장 및 성공

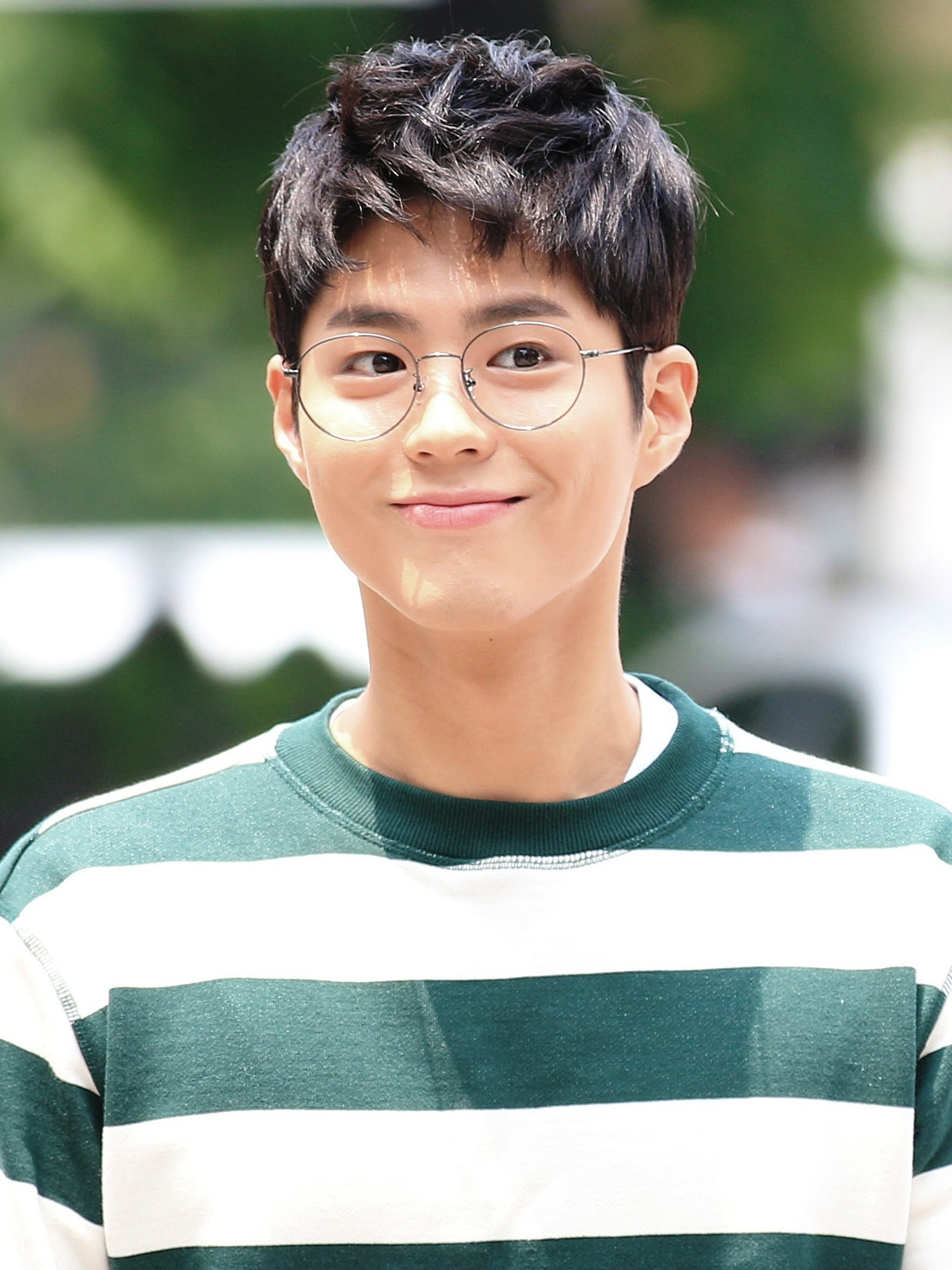
2016년 6월, 뮤직뱅크에 출근하는 박보검.

2016년 1월 16일 박보검은 서울 KBS스포츠월드 아레나홀에서 ‘우리들의 첫 만남, 설렘’이라는 주제로 첫 팬미팅을 개최했다. 팬미팅은 약 3,500여명의 팬들이 참석해 뜨거운 성원을 보냈다. 2016년 2월부터 방송 된 청춘들의 해외 배낭 여행기를 다룬 《꽃보다 청춘 - 아프리카 편》에 막내 멤버로 합류하여 리얼리티 예능에 첫 출연하였다.
 그 해 4월 23일 대만 타이베이국제회의센터(TICC)에서 열린 해외 첫 팬미팅에는 약 2,500여 명이 참석해 성황리에 진행되었고, 박보검은 “제가 대만에 온 적도 없고 언어도 다른데 이렇게 반갑게 맞이해 주셔서 감사합니다. 제가 받은 사랑, 여러분들께 보답할 수 있도록 노력하겠습니다. 오늘 함께한 이 시간, 소중히 간직하고 더 멋진 모습으로 다시 만날 날을 기대하겠습니다. 사랑합니다”라며 첫 해외 팬미팅의 소감을 전했다.

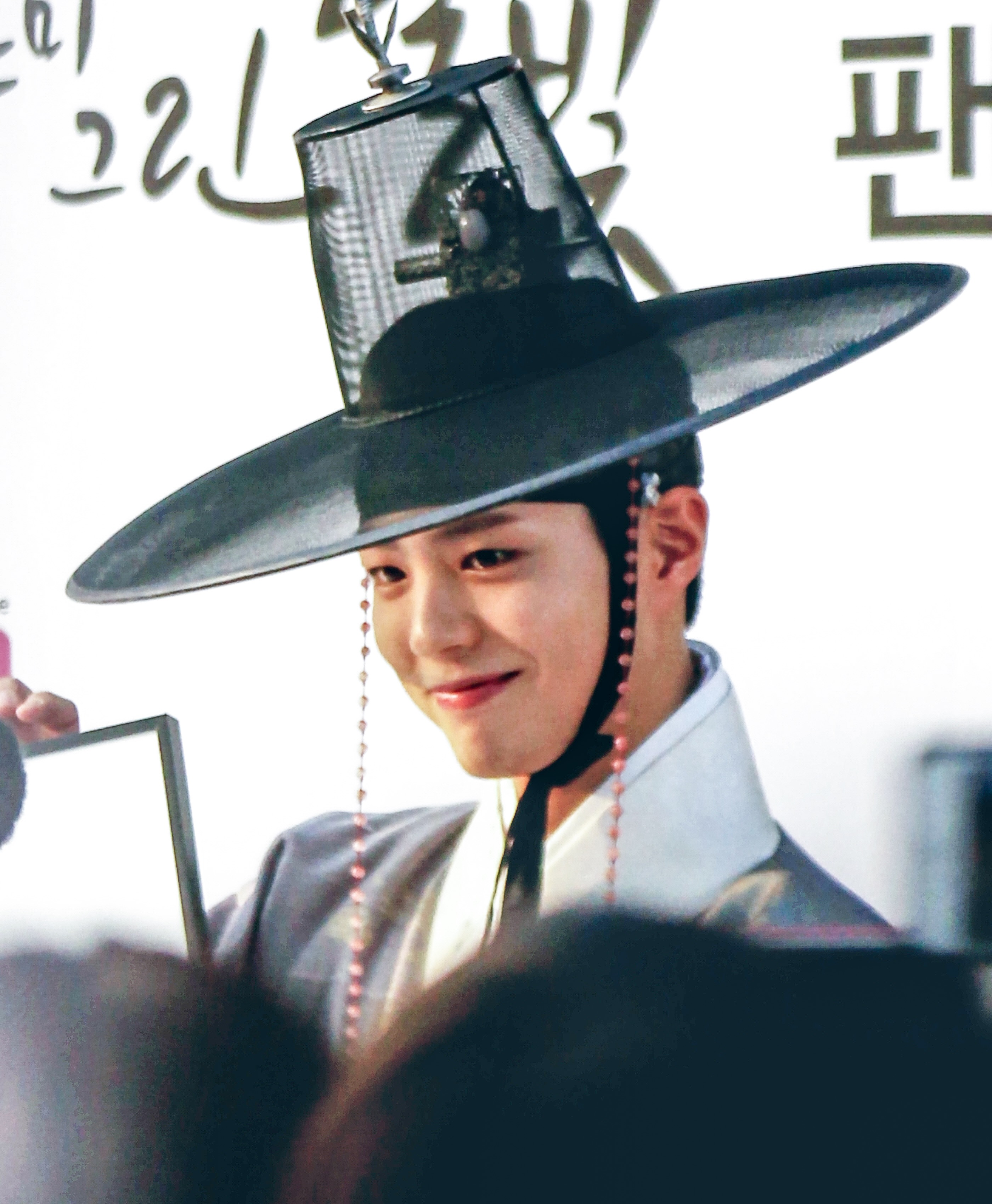
2016년 10월, 《구르미 그린 달빛》 경복궁 팬싸인회에서의 박보검

그 해 3월 박보검은 드라마 《구르미 그린 달빛》에서 이영 역에 캐스팅 되어 첫 지상파 주연을 맡는 것이 발표 되었다. 이 작품은 조선 후기 예악을 사랑한 천재 군주 효명세자를 모티브로 한 퓨전 궁중 로맨스 사극으로 역사가 기록하지 못한 조선시대 청춘들의 성장 스토리를 담아, 8월 말부터 10월 중순까지 방영 내내 동시간대 1위를 꿰차며 최고 시청률 23.3%를 기록하며 큰 인기를 얻었다. 박보검은 극중 어리숙하고 능청스러운 츤데레 왕세자의 모습으로 분해, 외척세력의 계략과 도발에도 물러서지 않는 강인함과 동시에 사랑하는 정인 홍라온(김유정 분) 앞에서는 한 없이 부드러운 면모로 변하는 캐릭터를 연기했고, ‘국민 왕세자’라는 수식어를 탄생시키며 대세 자리를 굳건히 했다. 또한 처음 도전한 사극임에도 무리 없이 역할을 소화해 내면서 캐릭터 해석, 대사 소화력, 표정 연기 등 나무랄 데 없는 연기력을 갖췄다는 극찬을 받아 20대를 대표하는 스타로 급부상하였다. 이 작품의 의상을 담당한 이진희 한복 디자이너는 박보검에 대해 “몸이 좋고 옷 태가 훌륭한 배우들은 많았지만 내가 옷에 담으려던 어떤 느낌과 메시지를 이처럼 한몸인 듯 완벽하게 다 살려내는 배우는 처음이다. 매번 나를 깜짝 놀라게 하는 '보검 세자', 천부적인 어떤 감각”이라고 극찬했다. 정덕현 대중문화평론가는 박보검의 인기 요인에 대해 “실제 박보검의 진솔하고 성실한 캐릭터가 작품 안에서도 이어지는 것 같다. 많지 않은 나이에도 인생 경험을 통해 깊은 감정선을 끌어내는 친구들이 있는데 박보검이 그렇다. 외모는 어린 아이 같은데 행동은 어른스러운 점도 호감을 상승시키는 요인”이다, 지혜원 대중문화평론가는 “박보검이 차기작에서 무리하게 재벌 2세 남성 캐릭터로 변신하지 않고 택이로 설정된 여리고 풋풋한 박보검의 캐릭터를 이어가면서 ‘구르미’에선 좀 더 성장한 남자의 모습을 보여준 것이 통했다”라고 분석했다. 윤석진 충남대 교수·드라마평론가는 “‘구르미 그린 달빛’은 신선하고 특별한 사극은 아니지만 배우가 캐릭터를 잘 소화해 익숙한 캐릭터도 눈여겨 보게 만들고 있다. 캐릭터의 매력과 배우의 매력이 더해 시너지를 내고 있다”고 평가했다.

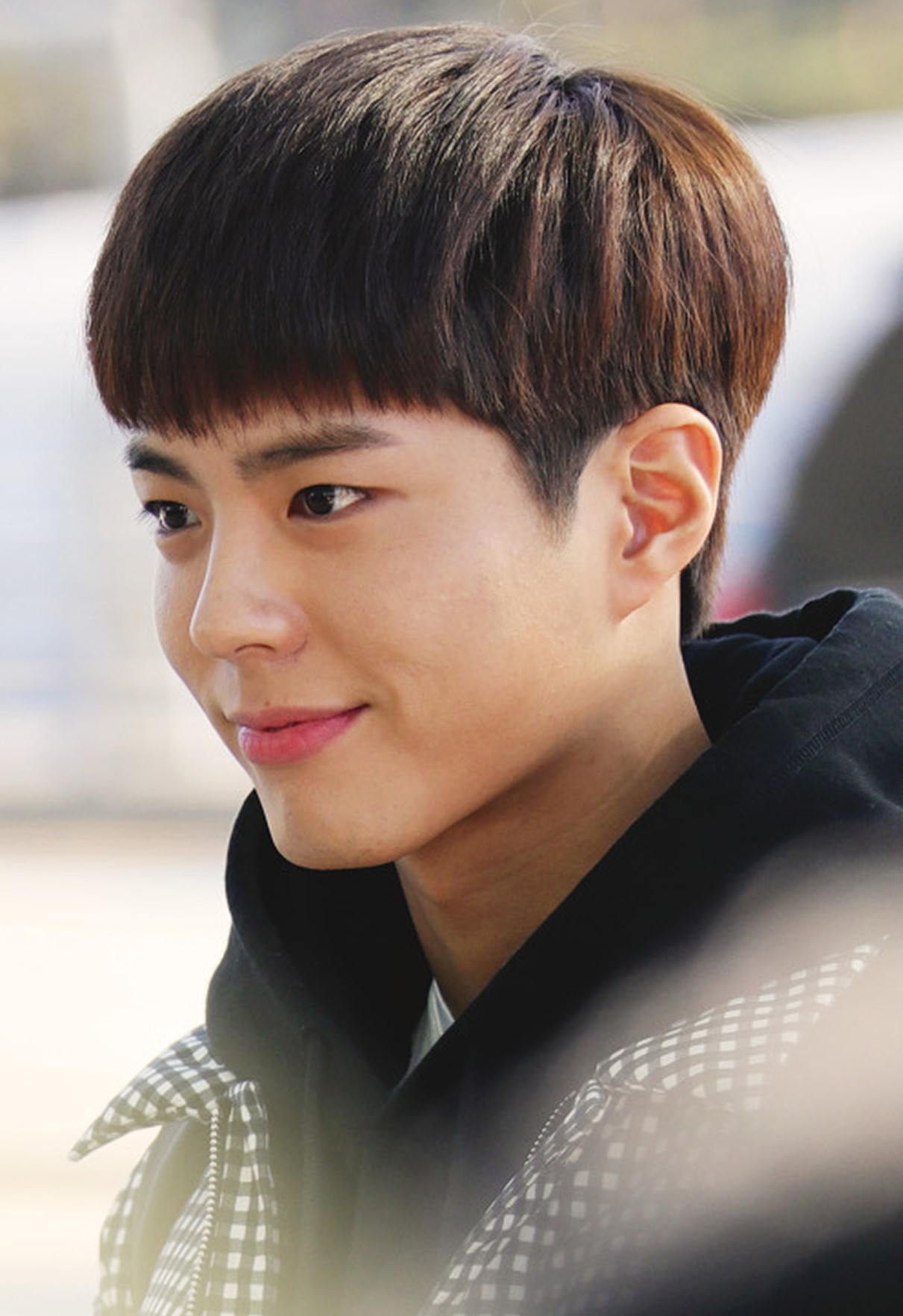
2016년 11월, 인천공항에서 출국하는 박보검.

박보검은 KBS 연기대상 남자 최우수연기상과 네티즌상, 베스트커플상을 수상하였으며, 백상예술대상 TV부문 남자 최우수연기상 후보에 올랐다. 제12회 서울 드라마 어워즈 한류 드라마 남자 연기자상을 수상했다. 박보검은 2016년 12월 10일부터 2017년 3월 11일까지 쿠알라룸푸르, 홍콩, 자카르타, 타이페이, 도쿄, 방콕, 싱가포르 그리고 서울까지 아시아 8개 도시에서 총 3만여 명을 동원하며 그의 첫 번째 아시아 팬미팅 '2016-2017 박보검 아시아 투어 팬미팅'을 성황리에 마무리했다.
명지대학교 영화ㆍ뮤지컬학부 14학번으로 재학 중인 박보검은 바쁜 스케줄 속에서도 착실한 학교생활으로 우수한 성적은 물론, 연예인의 허례허식 없이 성실한 학업생활로 학생들의 귀감을 사고 있다. 2016년 전공 수업으로 뮤지컬 단막극 《곰, 청혼》의 공동 연출을 맡은 것에 이어 2017년 7월 19일 용인포은아트홀에서 열린 명지대학교 졸업 작품 공연이자 미국의 동명 뮤지컬을 새롭게 재구성한 《헤어스프레이》에 배우가 아닌 음악감독 스탭으로 참여하였다. 박보검은 공연 팸플릿에 다음과 같이 졸업 공연에 참여하는 소감을 말했다. 
| “ | “음악감독을 맡기에 부족함을 느끼고 부담감도 있었지만 옆에서 힘써 도와주신 교수님들, 선후배, 동기들 덕분에 잘 해내고 싶은 마음을 담을 수 있었다. 4년 동안 열정과 재능이 넘치는 이들과 함께 할 수 있어 좋았고, 서로의 성장에 있어서도 발전적인 자극이 됐다. 새벽까지 최선을 다해 같이 연습했던 시간이 소중한 추억으로 남을 것 같다.” | ” |
|   | — 스포츠동아 2017년 7월 20일자 기사 중 |   |

2018년 5월, 백상예술대상에서 박보검.

2017년 11월 3일, 문화체육관광부와 한국콘텐츠진흥원 주최로 서울 국립극장 해오름 극장에서 열린 2017 대한민국 대중문화예술상 시상식에서 문화체육관광부 장관 표창을 수상했다. 박보검은 2018년 11월 말부터 방영되는 드라마 《남자친구》에 캐스팅 되어 2년여만에 브라운관에 복귀하는 것이 발표 되었다. 이 작품은 우연한 만남이 상대의 삶을 뒤흔드는 로맨스 멜로 극으로 2019년 1월 말까지 방영되었고, 최고 시청률 10.3%를 기록하며 많은 사랑을 받았다. 박보검은 극중 단 한 번도 자신의 마음대로 살아보지 못한 다 가진 것처럼 보이는 동화호텔 대표 차수현(송혜교 분)과 운명적인 사랑에 빠지는 자유롭고 맑은 영혼을 가진 청포도 같은 취준생 김진혁을 연기했다. 박보검은 ‘남자친구’를 통해 현대극에서의 멜로에 첫 도전한 소감을 다음과 같이 말했다. 
| “ | 사실상 ‘응답하라 1988’도 시대극이었고 ‘구르미 그린 달빛’도 시대극이었기 때문에 현대극도 처음이었다. 그래서인지 더 떨리기도 했고 부담감도 있고 잘하고 싶은 마음도 있었다. 잘 표현했는진 모르겠지만 김진혁을 표현하기 위해 최선을 다했다. 어떤 작품을 하더라도 아쉬움이 남는 건 매한가지인 것 같다. 제가 잘 표현했는지, 진혁이라는 인물을 확실하게 첫회부터 끝까지 많은 사람이 보기에 공감을 일으킬 수 있고 감동을 줄 수 있고 메시지를 줄 수 있는 힘을 잘 끌어온건가, 그런 아쉬움이다. 감독님이 진혁이라는 인물을 입체적으로 그려나가라고 작가님과 많이 의견을 나눴다. 소년이라기보다는 청년이라고 해야할지 청년에서 진정한 남자로 거듭나는 모습을 많이 보여줬으면 좋겠다. 회차가 지날수록 사랑을 표현하고 적극적인 남자의 모습을 보여줬으면 좋겠다고 해서 그런 부분은 감독님이 부족한 점을 코치해주신 것 같다. | ” |
|   | — 일간스포츠 2019년 1월 28일자 기사 중 |   |

### 2019~2022:청춘기록과서복, 군입대
드라마 《남자친구》가 종영한 2019년 1월 26일 고려대학교 화정체육관에서 박보검은 국내에서는 네 번째 팬미팅인 ‘박보검 2019 아시아 투어 in 서울’을 열고 5000여 명의 팬들과 만났다. ‘좋은 날’이라는 주제로 진행된 이번 만남은 2019년 진행되는 아시아투어의 포문을 여는 자리로 서울을 시작으로 일본, 방콕, 싱가포르, 홍콩, 자카르타, 쿠알라룸푸르, 대만, 필리핀 등 아시아 총 9개 도시에서 약 5만여 명의 팬들과 만남을 이어갔다.
2020년 1월 초 박보검은 사전제작 되는 드라마 《청춘기록》에 캐스팅이 확정되었다. 이 작품은 한남동을 배경으로 남녀주인공이 자신의 꿈을 이뤄가는 과정을 그리며, 이 과정에서 부모가 물려주는 수저의 영향을 통해 성취감과 희망을 주는 내용을 담고 있으며, 2020년 9월 초부터 10월 말까지 방영되었다. 박보검은 모델에서 배우로 전업하는 사혜준 역을 연기했고, 그는 사혜준 그 자체로 분해 주변의 냉소적인 평가와 만류에도 불구하고 소신껏 꿈을 키워나가는 모습부터 꿈과 현실, 사랑과 우정 사이의 경계선에 놓인 청춘의 자화상을 빈틈없는 내면 연기로 표현하며 극의 몰입도를 높였다는 평을 받으며 한층 물오른 연기력으로 큰 호평을 받았다. 최종회에서는 최고 시청률 8.7%를 기록하며 작품 역시 좋은 반응을 얻으며 성황리에 막을 내렸다.
박보검은 2020년 6월 초, 소속사를 통해 해군 문화 홍보단에 지원했고 건반병으로 지원해 피아노 연주와 노래 실력 테스트를 받아 면접을 본 것이 보도 되었다. 6월 25일 소속사는 “박보검이 해군 문화 홍보병에 합격했으며, 이에 오는 2020년 8월 31일 오후 2시 해군병 669기 교육 과정에 입대 예정”이라고 알렸다. 훈련소는 경남 진해 해군교육사령부 예하 해군 기초 군사 교육단으로, 6주간 기초 훈련을 포함해 총 20개월의 복무 기간을 마치고 2022년 4월 말 제대할 예정이다. 당초 진해 일부 시민들은 코로나바이러스가 전국적으로 확산되는 시기 박보검의 입대를 보기 위해 전국에서 팬들이 몰릴까 우려하는 목소리가 커졌고, 해군 역시 코로나19 확산 방지를 위해 그의 소속사에 팬클럽 방문 자제를 요청하는 공문을 보내기도 했다.
박보검은 2019년 3월, 영화 《서복》의 출연을 확정 지었다. 이 작품은 죽음을 앞둔 전직 정보국 요원 기헌(공유 분)이 영생의 비밀을 지닌 인류 최초 복제인간 서복과 그를 차지하려는 여러 세력의 추적 속에서 위험한 사건에 휘말리며 벌어지는 일을 그리며, 그는 영생의 비밀을 지닌 인류 최초의 복제인간 서복을 연기한다. 그해 4월 크랭크인 되었으며, 2021년 1월 개봉 예정이다. 같은 해 9월 박보검은 김태용 감독이 《만추》(2011) 이후 9년만에 선보이는 신작 《원더랜드》에 캐스팅 되었다. 이 작품은 여러 이유로 볼 수 없는 그리운 사람을 재현하는 가상세계 원더랜드에 식물인간이 된 연인을 의뢰한 20대 여성과 세상을 떠난 아내를 의뢰한 40대 남성 등에 벌어지는 일을 그린다. 그는 식물인간이 된 연인을 그리워 한 나머지 원더랜드에 의뢰하는 20대 여성(배수지 분)의 남자친구로 등장, 가상과 실제 두 가지 모습을 연기할 예정으로 2021년 하반기에 개봉될 예정이다.

## 미디어 및 평가

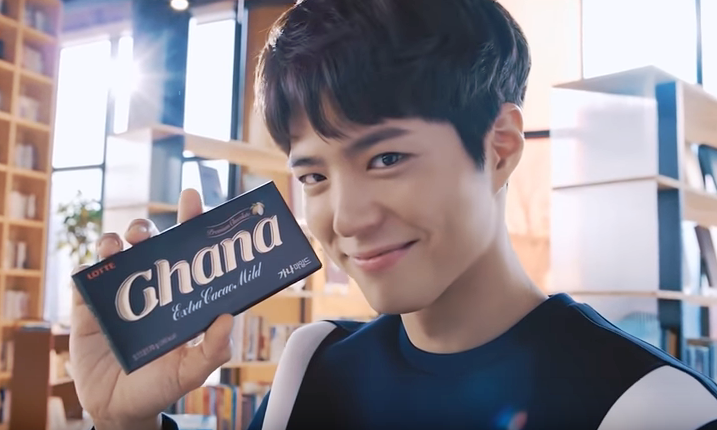
2017년, 롯데 가나 초콜릿 광고에서 박보검.

박보검은 《응답하라 1988》과 《구르미 그린 달빛》 두 작품으로 10대부터 노년층까지 다양한 팬 층에서 대중적인 인지도를 얻은 2016년 탄생한 최고의 대세 배우로 많은 사랑을 받고 있다. 또한 차세대 한류 스타로 주목 받으며 큰 성장을 보였다. 박보검은 철저한 자기 관리, 착하고 바른 심성과 모범적인 겸손한 행동으로 외모는 물론 연기력, 스타성, 인성을 모두 갖춘 스타이자 연예계 대표 미담 제조기로 불리고 있다. 주변 지인들과 동료 배우들이 앞다투어 그의 바른 성품을 칭찬하는 것 등은 익히 잘 알려져 있다.
박보검은 2016 포털 검색어 총 결산에서 네이버 '인물' 부문 1위, 다음 '인물' 부문 2위를 차지했다. 2016년 12월, 한국갤럽에서 조사한 시청자가 뽑은 '올해를 빛낸 탤런트'에서 35.2%의 득표율로 1위를 차지하였고, 이는 역대 최연소 기록이다. 또한 박보검은 포브스코리아가 선정한 ‘2017 파워 셀레브리티’ 순위에서 1위를 차지했다. 미국 포브스가 해마다 발표하는 ‘Celebrity 100’의 기준을 국내 실정에 맞게 바꿔 2009년부터 한 해 동안 최고의 활약을 펼친 셀레브리티를 선정하는데 배우가 1위를 한것은 처음이다. 2017년 10월, 한국대학신문에서 조사한 ‘대학생 의식조사 선호하는 영화배우·탤런트 부문’에서 박보검은 지난해 4위에서 올해는 5위에 이름을 올렸다.

2025년 7월

박보검은 화장품, 의류, 아웃도어, 피자부터 커피, 주 리료, 초콜릿, 섬유유연제, 오픈 마켓 등 수 많은 광고 모델로 활약하며 "광고 킹"으로 등극했다. 2017년 9월, 일간스포츠는 창간 48주년을 맞아 업체 38개 사의 기업 마케팅 담당자를 대상으로 '광고 모델 선호도 조사'를 실시했고, 그 결과 23%의 득표율을 얻어 마케터들이 가장 선호하는 남자 모델 1위를 차지했다. 한 응답자는 박보검에 대해 “바라만 봐도 기분이 좋아진다고 해서 붙여진 '보검복지부 장관'이라는 별명이 상징하듯 박보검은 반듯한 이목구비만큼이나 선하고 바른 이미지로 많은 마케팅 담당자들의 사랑을 받고 있다”고 말했다..
2019년 10월, 한국갤럽에서 조사한 '한국인이 가장 좋아하는 탤런트'에서 최불암, 김혜자에 이은 3.6%의 득표율로 3위를 차지하였다.

## 개인 생활
박보검은 평소 수준급의 피아노 연주 실력을 자랑하는데, 한 언론과의 인터뷰를 통해 “난 여전히 음악을 사랑한다, 가수의 꿈을 아직 잊지 않았다. 기회가 된다면 드라마 OST 작곡이나 뮤지컬에 도전하고 싶다.”라며 음악을 향한 애정을 드러내기도 했다. 또한 여러 시상식과 자신의 팬미팅에서 피아노 연주 실력을 뽐낸 바 있다. 박보검은 언론 인터뷰에서 기회가 된다면 드라마 OST 작곡 관련 일과 뮤지컬에도 도전하고 싶다며 다음과 같이 언급했다. 
| “ | “고교 2학년때 피아노를 치며 노래하는 영상을 녹화한 적이 있다. 그 때문에 매니지먼트 회사의 눈에 들어 계약하고 데뷔 준비를 했다. 현재는 배우로 일하지만, 난 여전히 음악을 사랑한다. 가수가 되려는 애초의 목표를 잊지 않았다. 기회가 된다면 드라마 OST 작곡 관련 일과 뮤지컬에도 도전하고 싶다” | ” |
|   | — 스포츠조선 2016년 8월 2일자 기사 중 |   |

박보검은 2020년 9월 초, 지난 7년 동안 보육원 후원을 이어온 일이 뒤늦게 밝혀져 화제를 모았다. 소속사에 따르면 박보검과 그의 공식 팬클럽 보검복지부는 꾸준하게 보육원 봉사 및 후원 활동을 진행해왔고, 그는 입대하기 전 보육원 아이들과 직접 만나 시간을 보내고자 했지만 코로나바이러스로 인해 보육원 방문이 어렵게 되자 보육원 아이들이 박보검의 군 입대에 맞춰 손편지와 케이크를 보내며 감사의 뜻을 전했다. 아이들의 선물에 감동한 박보검 역시 고마운 마음을 담아 케이크와 메시지 카드를 선물했다는 전언이다. 이와 관련된 관계자는 “초등학생부터 고등학생까지 보육원 아이들의 정성스러운 선물과 편지에 감동한 박보검이 입대 전 직접 메시지 카드와 케이크를 준비해 고마운 마음을 전달했다”고 설명했다.